# Dua Lipa (албум)
Dua Lipa је дебитантски студијски албум британске певачице Дуе Липе. Првобитно намеравано да буде објављен у септембру 2016, албум је објављен 2. јуна 2017. за Warner Bros. Records, након неколико одлагања како би се додале нове песме.
Липа се са 15 година преселила из Приштине у Лондон да би покренула своју музичку каријеру. Одвојила је годину дана након што је завршила школу и користила друштвене медије као платформу за пробој, под утицајем открића Џастина Бибера. Након што је радила као манекенка и конобарица, упознала се са Беном Мосоном, који је потписао уговор с њом о менаџменту и издаваштву, што је касније довело до потписивања уговора за дискографску кућу са Warner Bros.
Од 25 песама које се налазе на свим издањима албума, Липа је написала 21. Радила је са разним текстописцима и продуцентима, проналазећи сродну душу са Стивеом „Koz” Козменијуком који је продуцирао неколико песама. Рад на албуму одвијао се у Лондону, Лос Анђелесу, Торонту и Њујорку, а завршен је 2017.

## Списак песама
| №               | Назив           | Аутор(и)                                             | Продуцент(и)                | Трајање |  |
| 1.              |                 | Дуа Липа Андреас Шулер Сара Хадсон                   |                             | 3.25    |  |
| 2.              | (са Мигелом)    | Липа Мигел Рик Науелс                                | Мигел Стивен „ ” Козменијук | 3:23    |  |
| 3.              |                 | Липа Адам Миџли Томи Бакстер Џерард О’Конел          | Козменијук                  | 3.07    |  |
| 4.              |                 | Луси Тејлор Џек Тарант                               |                             | 3.22    |  |
| 5.              |                 | Липа Ларз Принципато Скајлер Стоунстрит Виски Вотерс | Козменијук                  | 3.37    |  |
| 6.              |                 | Липа Џон Левин Лорен Кристи                          | Левин                       | 2.58    |  |
| 7.              |                 | Липа Грег Велис Шон Даглас                           | Козменијук Велис            | 3.47    |  |
| 8.              |                 | Липа Ден Трејнор Линди Робинс Илси Џубер             | Козменијук                  | 3.36    |  |
| 9.              |                 | Липа Адам Аргајл                                     | Козменијук                  | 2.51    |  |
| 10.             |                 | Керолајн Ајлин Емили Ворен Ијан Киркпатрик           | Киркпатрик                  | 3.29    |  |
| 11.             |                 | Липа Кара Салимандо Џејмс Фланиган Габријел Сајмон   | Фланиган                    | 3.14    |  |
| 12.             |                 | Липа Крис Мартин                                     | Бил Рако                    | 3.50    |  |
| Укупно трајање: | Укупно трајање: | Укупно трајање:                                      | Укупно трајање:             | 40.43   |  |